# Edvard August Scharling
Edvard August Scharling, född den 1 mars 1807 i Köpenhamn, död där den 11 september 1866, var en dansk kemist, bror til C.E. Scharling. 
Scharling tog 1828 farmaceutisk och 1834 polyteknisk examen samt blev 1839 lektor och 1842 professor vid universitetet och Polyteknisk læreanstalt. Han sysslade särskilt med organisk kemi och verkställde många grundliga undersökningar. År 1857 författade han Bidrag til at oplyse de Forhold, under hvilke Chemien har været dyrket i Danmark (på Kristian IV:s och Fredrik III:s tid).

## Utmärkelser
- Riddare av Dannebrogorden,  1853[2]

[Redigera Wikidata]